# Somaliërs in Nederland
Met Somaliërs in Nederland (ook wel Somalische Nederlanders) worden in Nederland wonende Somaliërs en Nederlanders van Somalische afkomst aangeduid.

## Geschiedenis

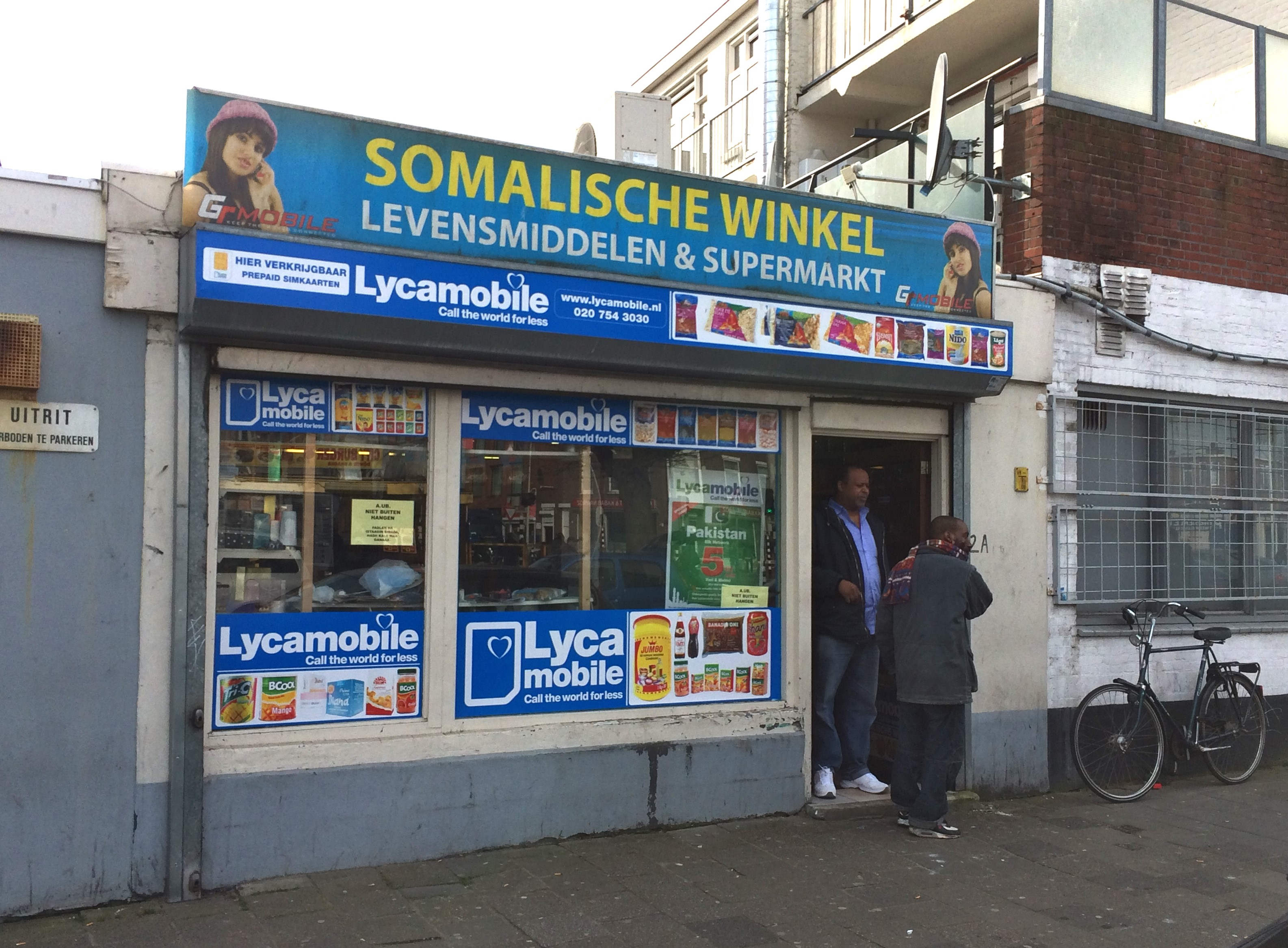
Somalische winkel in Den Haag

Somaliërs begonnen vanaf eind jaren tachtig, op vlucht voor de burgeroorlog in Somalië, naar Nederland te komen. In 1993 was er een migratiepiek. Tussen 2001 en 2004 daalde het aantal Somaliërs in Nederland zelfs: in 2001 telde Nederland 29.600 Somaliërs; in 2007 nog maar 18.800. Veel Somalische Nederlanders emigreerden naar Groot-Brittannië, bijvoorbeeld naar Birmingham, Bristol en Leicester, waar al grote Somalische gemeenschappen waren.  Na 2006 volgde er een nieuwe vluchtelingenstroom als gevolg van de opkomst van de radicaal-islamitische groepering Al-Shabaab. Het aantal Somaliërs in Nederland bedroeg in 2015 ongeveer 39.000.
Somalische vluchtelingen arriveren meestal via Griekenland in Europa. Vaak gaat dat via mensensmokkelaars die valse papieren voor hen regelen. Omdat het in Griekenland bijna onmogelijk is om asiel aan te vragen, reizen de Somaliërs met hulp van de smokkelaars verder Europa in. Nederland is een van de populairste bestemmingen omdat Nederland lange tijd alle Somalische vluchtelingen een verblijfsstatus gaf. Voor Somaliërs bestond toen een zogenoemd categoraal beschermingsbeleid. Zo'n beleid geldt voor groepen uit landen of gebieden waar de situatie zo slecht is dat het niet verantwoord wordt geacht mensen terug te sturen. Asielzoekers die onder een categoraal beleid vallen, komen in beginsel altijd in aanmerking voor een tijdelijke verblijfsvergunning. In april 2009 werd de categorale bescherming voor Somaliërs afgeschaft, niet omdat Somalië inmiddels veilig was, maar omdat er veel gefraudeerd werd door Somaliërs met vingerafdrukken en identiteitspapieren. Ook kwamen er volgens de immigratie- en naturalisatiedienst (IND) grote aantallen (pleeg)kinderen binnen op basis van gezinshereniging, waarvan onduidelijk was of ze effectief bij de (vermeende) gezinsleden in Nederland hoorden. Somaliërs zouden op grote schaal frauderen met kinderbijslag en kindertoeslag. Daarom besloot Justitie asielverzoeken van Somaliërs voortaan individueel te bekijken.
De individuele beoordeling van asielverzoeken leidde in 2009 en begin 2010 nog niet tot terugzendingen. Ook kwamen er in 2009 en 2010 nog evenveel Somaliërs naar Nederland omdat het transportsysteem van de mensensmokkelaars nog is ingericht op Nederland. Van het totaal aantal asielzoekers dat zich in 2009 in Nederland meldde, was 41% afkomstig uit Somalië. Ten opzichte van 2008 steeg het aantal Somalische asielzoekers met 50%. Wat veranderd is door de individuele toelating is dat nieuwkomers uit Somalië sindsdien in afwachting zijn van toelating, het is voor hen onduidelijk of ze mogen blijven. In zaken die in 2009 en begin 2010 beoordeeld zijn, besloot de Raad van State dat de situatie in Somalië nog steeds erg slecht is. De IND moest uitwijzingen opnieuw beoordelen, vond de Raad van State. Tot op februari 2010 was nog geen Somaliër uitgezet.

## Maatschappelijke positie
Volgens het CBS is de positie van Somalische Nederlanders zorgelijk. Een groot deel van hen is afhankelijk van een uitkering. Anders dan bij andere migrantengroepen is de uitkeringsafhankelijkheid tussen 2000 en 2009 ook niet afgenomen. Het CBS verklaart de hoge uitkeringsafhankelijkheid van Somaliërs deels doordat velen nog maar kort in Nederland zijn. Circa 30% van de Somalische eerste generatie was in 2009 korter dan vier jaar in Nederland. De Somaliërs die tot 2004 vertrokken, waren volgens het CBS vooral de wat hoger opgeleiden die meenden in het Verenigd Koninkrijk meer kansen te hebben. Hierdoor kreeg de toch al niet hoog opgeleide Somalische groep in Nederland nog minder potentie. Dit lage niveau weerspiegelt zich in de schoolprestaties van de kinderen. Kinderen en jongeren van Somalische herkomst doen het van alle migrantengroepen het slechtst op school en hun kans op schooluitval is relatief hoog. Van alle kinderen in Nederland leven zij ook het vaakst in een een-ouderhuishouden. In 2008 lag het aantal Somalische jongeren dat in aanraking kwam met justitie op een hoger niveau dan bij jongeren van Antilliaanse en Marokkaanse afkomst. Ook de wat oudere Somaliërs (boven de veertig) hebben het moeilijk in Nederland. Zij zijn vaker hoger opgeleid; ze waren in Somalië bijvoorbeeld leraar of arts. In Nederland kunnen ze echter niet aan de slag omdat hun diploma's niet erkend worden in Nederland, of niet aansluiten bij de Nederlandse situatie. Ook hebben zij vaak een te laag taalniveau. Van de Somaliërs boven de 45 is ruim 70% afhankelijk van een uitkering.

## Bevolking
Tussen 1996 en 2019 is het aantal Somaliërs bijna verdubbeld. De Somalische bevolkingsgroep is minder snel dan andere migrantengroepen gestegen, vanwege het feit dat Somaliërs vaak doormigreren naar Engeland.
| Groningen          | 888    | 866    | 1.133  |
| Friesland          | 1.195  | 943    | 1.054  |
| Drenthe            | 699    | 588    | 809    |
| Overijssel         | 665    | 1.189  | 1.275  |
| Flevoland          | 281    | 639    | 764    |
| Gelderland         | 2.231  | 2.985  | 3.729  |
| Utrecht            | 1.493  | 1.911  | 3.107  |
| Noord-Holland      | 2.873  | 3.891  | 6.060  |
| Zuid-Holland       | 4.895  | 7.033  | 11.357 |
| Zeeland            | 401    | 515    | 602    |
| Noord-Brabant      | 3.484  | 4.898  | 8.139  |
| Limburg            | 955    | 1.553  | 1.918  |
| Nederland (totaal) | 20.060 | 27.011 | 39.947 |

## Religie
De Somaliërs in Nederland zijn vrijwel uitsluitend Soennitische moslims (95%). Ook onder hen komt -in beperkte mate- radicalisering voor en sommigen sluiten zich aan bij islamitische terreurbewegingen. In 2015 meldde NRC Handelsblad dat een Nederlandse Somaliër, een zekere Mohamed B., figureert in een video van de Islamitische Staat waarin hij de onthoofding van Ethiopische Christenen prijst en waarin hij andere Somaliërs oproept zich aan te sluiten bij IS.
Van de Somalische moslims eet 99,99% uitsluitend halal, draagt 98% van de vrouwen een hoofddoek, vast 94% alle dagen van de Ramadan en bidt 92% vijfmaal per dag.

## Bekende Somaliërs in Nederland
- Abdi Nageeye, atleet
- Abdulsamed Abdullahi, voetballer
- Ahmed Ali, voetballer
- Ayaan Hirsi Ali, politica
- Liban Abdulahi, voetballer
- Yasmine Allas, actrice en schrijfster